# XMLHttpRequest

XMLHttpRequest(XHR)은 웹 브라우저와 웹 서버 간에 메소드가 데이터를 전송하는 객체 폼의 API이다. 이 객체는 브라우저의 자바스크립트 환경에 의해 제공된다.

## 역사
XMLHttpRequest 오브젝트의 개념은 원래 마이크로소프트 익스체인지 서버 2000용 아웃룩 웹 액세스의 개발자들이 만들었다. IXMLHTTPRequest라는 인터페이스가 개발되어 이 개념을 사용하는 2번째 버전의 MSXML에 구현되었다. 2번째 버전의 MSXML 라이브러리는 1999년 3월 인터넷 익스플로러 5.0에 포함되었으며 MSXML 라이브러리의 XMLHTTP 래퍼를 사용하여 액티브X를 통해 IXMLHTTPRequest 인터페이스로 접근이 가능하다.

## 같이 보기
- 웹소켓
- REST